# Хигасикусира
Хигасикусира (яп. 東串良町 Хигасикусира-тё:) — посёлок в Японии, находящийся в уезде Кимоцуки префектуры Кагосима. Площадь посёлка составляет 27,69 км², население — 6635 человек (1 августа 2014), плотность населения — 239,62 чел./км².

## Географическое положение
Посёлок расположен на острове Кюсю в префектуре Кагосима региона Кюсю. С ним граничат город Каноя и посёлки Кимоцуки, Осаки.

## Население
Население посёлка составляет 6635 человек (1 августа 2014), а плотность — 239,62 чел./км². Изменение численности населения с 1980 по 2005 годы:
| 1980 | 8440 чел. |  |
| 1985 | 8254 чел. |  |
| 1990 | 8119 чел. |  |
| 1995 | 7868 чел. |  |
| 2000 | 7530 чел. |  |
| 2005 | 7122 чел. |  |

## Символика
Деревом посёлка считается сосна, цветком — люпин.